# アド・アストラ・アエロ

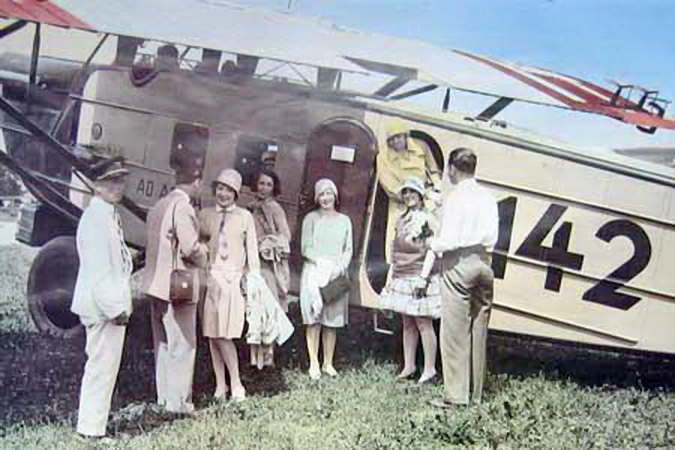
Dornier Merkur(CH 142)(1927)

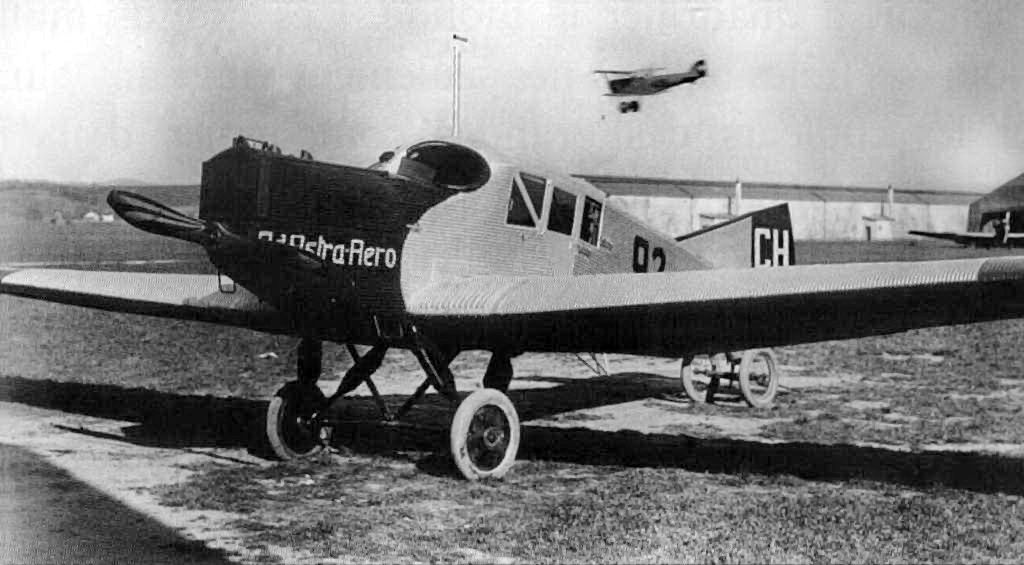
Junkers F13(CH-92)

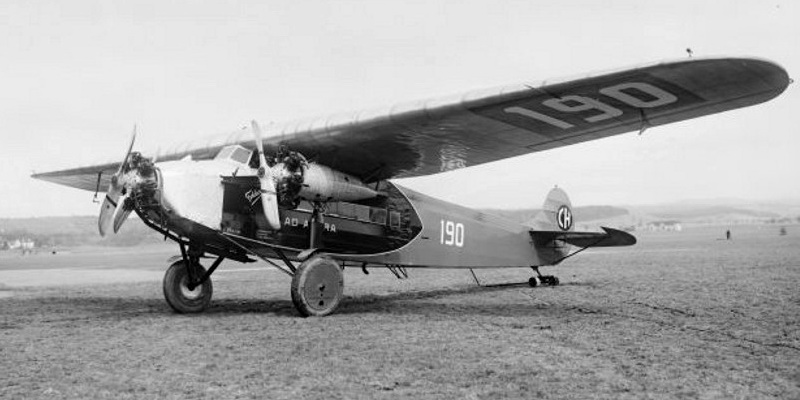
Fokker F.VIIb 3-m (CH-190)

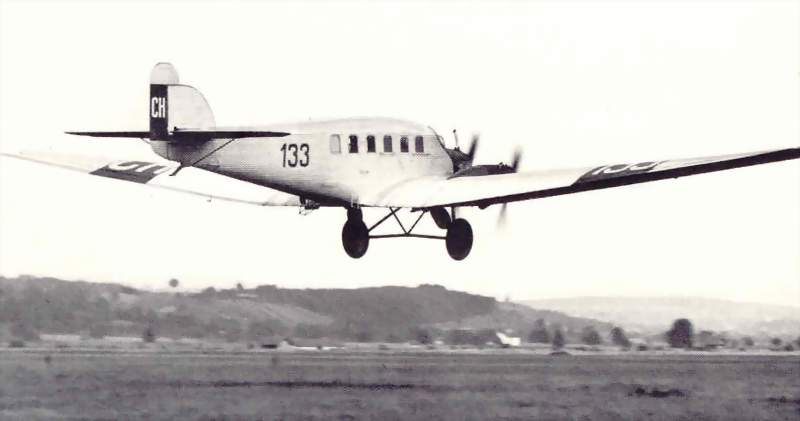
Junkers G.23 (CH-133)

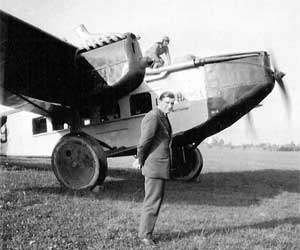
Rohrbach Ro-VIIIa (1929)

アド・アストラ・アエロ（Ad Astra Aero、ラテン語で星に向かっての意味）は1919年に設立されて1931年にエア・バーゼルと合併してスイス航空となったスイスの航空会社である。
1919年7月、オスカー・ビーダー(Oskar Bider)とフリッツ・リーナー(Fritz Rihner)によって、水上機によってスイス各地の湖の間で旅客を運ぶ計画をたて、ジュネーヴにSchweizerische Gesellschaft fur Lufttourismusを設立した。オスカー・ビーダーは計画が実現する前に事故で死亡したが、スイスの航空パイオニアのヴァルター・ミッテルホルツアー(Walter Mittelholzer)とアルフレッド・コント(Alfred Comte)らも旅客運行計画を推進していた。ミッテルホルツァーらは1919年にユンカース F.13を使って、アルプス越えの飛行を行っており、1919年9月11日には海抜4,807mのモンブランを越える飛行に成功していた。
1919年12月5日Ad Astra Aero S.Aが設立され、1920年2月24日にミッテルホルツアーらの会社、Mittelholzer und Co., Luftbildverlagsanstalt und Passagierflugeなどと合併し、アド・アストラ・アエロAd Astra Aero AGが設立された。チューリッヒに本社を置いて、コントがチーフパイロットで、代表者となり、ミッテルホルツアーが航空写真部門を率いた。1920年4月21日にジュネーヴのAvion Tourisme SAを買収した。この買収によって社名は、 Ad Astra Aero, Avion Tourisme S. A.に改められた。ベルン、ジュネーヴ、ルガーノ、ローマンスホルン、チューリッヒに飛行場が設けられた。
1920年5月24日、ローマンスホルンでのエアショーで展示飛行したサヴォイア飛行艇が事故で失われ、パイロットのEmile Taddeoliとメカニックが死亡した。資金の不足からパイロットの数を減らし、チューリッヒとジュネーヴに限定して運行を行った。1920年は4,699回の旅客運行を行い7,384人の乗客を運んだが、7人のパイロットを事故で失った。総飛行時間は1,254時間で、飛行距離は166,920kmであった。1920年は426,365 スイスフラン、1921年には410,757 スイスフランの大きな赤字を計上した。1924年にコントが自らのAlfred Comte Flug- und Sportfliegerschuleを設立したので、アド・アストラ・アエロはミッテルホルツアーが運営した。
1921年6月1日、ユンカース航空と共同でジュネーヴ-チューリッヒ便はドイツのフュルトまで延長され、アド・アストラはスイスで最初の国際定期便を運行をする航空会社となった。1922年9月にはベルリンまで運行され、その後ヨーロッパの各都市に航路は延長された。1930年12月31日にスイス航空管理局によって、財政が悪化していたエア・バーゼル（Air Basel AG :Balair）と合併してスイス航空が設立された。ミッテルホルツアーはスイス航空の技術ディレクターとなった。

## 主な運用航空機
運行に用いられた航空機として、ユンカース F.13やユンカース G.23が用いられた。航空写真業務や郵便業務には軍払い下げの軍用機が用いられた。そのほかに3機のフォッカー F.VIIと1機のBFW/メッサーシュミット M 18、スイス製のコント AC-4やオーストリア製のローナーの水上機、イタリア製のマッキ・ニューポールやサヴォイアの水上機や、ドルニエ ワール飛行艇なども運用した。